# Zgodovinski roman
Zgodovinski roman je daljša pripovedna proza z zgodovinsko snovjo. Izpričane zgodovinske osebe, dogodki in atmosfera so lahko v ospredju ali pa so samo za kuliso fiktivnemu dogajanju.

## Zgodovina
Začetek zgodovinskega romana beležijo Nemci, popularen pa je postal po zaslugi škotskega pisatelja Walterja Scotta (1771–1832). Zgodovinski roman je utemeljil s snovmi iz škotske zgodovine (Waverly, Starinar, Rob Roy). V romanu Ivanhoe (1819) je opisal sijaj srednjeveškega življenja. Avtorja zgodovinskega romana v romantiki sta še Victor Hugo in Alessandro Manzoni), v realizmu pa Lev Nikolajevič Tolstoj, Gustave Flaubert, Henryk Sienkiewicz. Pri Srbih in Hrvatih Ivo Andrić, Miloš Crnjanski, Avgust Šenoa idr. Utemeljitelj slovenskega zgodovinskega romana je Josip Jurčič z delom Ivan Erazem Tattenbach. Pisci so zgodovinski roman na njegovih začetkih poimenovali različno: »historična novela« in »historiški roman«. Izraz zgodovinska povest se je pojavil v 60. letih 19. stoletja, ko je zgodovinski roman doživel silovit vzpon  v ustvarjalnosti in priljubljenosti. Pogosto je v središču pustolovsko-ljubezenska zgodba (značilno za historični roman v romantiki), pa tudi realni zgodovinsko-socialni procesi (realistični zgodovinski roman) z nacionalno tendenco, ki izpričuje voljo do avtentičnega orisa oseb, družbe, kulture in dogodkov.

## Prvine zgodovinskega romana
Zgodovinski roman je zapis heroične preteklosti, je pripoved o lastnih zmagah in tujih porazih, s katerimi se napaja narodnostna in družbena zavest sedanjosti, o lastnih porazih in tujih zmagah, s katerimi izreka obtožbo preteklih dogodkov. Osnovni pojem zgodovinskega romana je pretekli čas. 
V iskanju pretekle resnice zgodovinski roman odkriva  preteklo kulturno in duhovno podobo človeka. Jezik zgodovinskega romana je ena pomembnejših prvin te pripovedne vrste. 
Tretja pomembna prvina zgodovinskega romana je slikovitost in eksotičnost preteklosti in v domišljijskem bogastvu, ki je z okvirnimi vezmi vpeto v zgodovinske dokumente.
Zgodovinski roman določajo: 
- umeščenost dogajanja v preteklost, ki avtorju ni mogla biti izkušenjsko dostopna,
- uporaba zgodovinopisnih dejstev,
- uporaba popularnih pripovednih motivov in postopkov,
- nacionalno predstavna in usmerjevalna vloga,
- pripravljenost za podrobnejšo žanrsko klasifikacijo.

Razmerje med zgodovino in zgodovinskim romanom oziroma razmerje med faktom in fikcijo je eden največjih problemov zgodovinskega romana. Evropejci pri zgodovinskem romanu poudarjamo elemente literarnosti, s pragmatičnega  angleškega in ameriškega vidika pa ima zgodovinski roman status dokumentarne fikcije oziroma je celo posebna oblika zgodovinopisja. Zgodovinopisje in zgodovinski roman sta se v preteklosti razvijala vzporedno in v medsebojni odvisnosti.

## Zgodovinski roman - časovni roman - kronikalni roman
Pogoj za oznako zgodovinski roman je, da avtor romana ni osebno doživel obdobja, o katerem pripoveduje v romanu.
Literarnemu zgodovinarju zato podatek o avtorjevi rojstni letnici in podatek o morebitni vpletenosti v dogodke, o katerih avtor poroča, pomaga pri uvrstitvi romana med zgodovinske.
Poseben primer zgodovinskega romana v slovenski književnosti je roman o NOB (avtorji Tone Svetina, Miško Kranjec, Vladimir Kavčič), kjer gre za tematiko vojne, vendar avtorji nimajo osebne izkušnje le-te, za razliko od avtorjev vojnih romanov, ki so podzvrst časovnega romana (nemško Zeitroman).
Pripovedovalec, ki prevzame vlogo namišljenega najditelja, izdajatelja, urednika ali komentatorja kronike ali rokopisa ali dnevnika, ki naj bi jih napisal star kronist, je značilnost kronikalnega romana, ki je posebna oblika zgodovinskega romana, posnemajočega časovni roman.
Če časovni roman opisuje doživetja določene generacije, ne le avtorja samega, ga uvrščamo med generacijski roman ali "zgodovinski roman sedanjosti".

## Tipi zgodovinskega romana
Razmerje med sedanjostjo in preteklostjo ustvarja vedno nove tipologije zgodovinskega romana. Glede na razmerje med preteklostjo in sedanjostjo ločimo: 
- klasični zgodovinski roman (tudi epski ali scottovski zgodovinski roman);
- eskapistični zgodovinski roman (preteklost je boljša od sedanjosti);
- projekcijski zgodovinski roman (zgodovina je metafora ali alegorija aktualnega socialnega problema) - npr. Alamut avtorja Vladimirja Bartola;
- psihološki zgodovinski roman (obravnava splošnočloveški problem in kaže na nespremenjenost človeške nravi skozi čas).

## Slovenski zgodovinski roman
Najštevilčnejši žanrski tip zgodovinskega romana je biografski roman (življenjepisi osebnosti 19. stoletja). Sledijo lokalnozgodovinske povesti (največ iz življenja ljubljanskega mesta med 17. in 19. stoletjem) in turške povesti (15.-16. stoletje), rodbinske kronike (19. stoletje), srednjeveška povest (viteška, čarovniška, 14.-15. stoletje), povesti o naselitvi in pokristjanjevanju (zgodnji srednji vek), povesti o verskih bojih (16. stoletje), uskoške povesti (17. stoletje), povesti o kmečkih uporih (16. stoletje). Za Slovence specifične teme so celjski grofi, upor štajerskega plemstva proti Habsburžanom in francoska okupacija.
| Stol.  | Nase- lit. + pokri- stjan. | Verski boji | Bio- grafska | Rod- binska | Viteška | Lokal- no- zgod. | Turška | Ljube- zenska | Uskoš- ka | Upor- niška | Čarov- niška | Kmeč- ka |     |
| ------ | -------------------------- | ----------- | ------------ | ----------- | ------- | ---------------- | ------ | ------------- | --------- | ----------- | ------------ | -------- | --- |
| >5.    | 1                          | 2           |              |             |         |                  |        |               |           |             |              |          | 3   |
| 6.–13. | 14                         | 2           | 5            | 1           | 5       |                  |        |               |           |             |              |          | 27  |
| 14.    | 3                          | 1           | 2            | 1           | 1       | 3                | 1      |               |           |             |              |          | 12  |
| 15.    |                            | 0           | 3            | 1           | 4       | 7                | 17     | 6             | 1         | 3           | 1            |          | 43  |
| 16.    |                            | 10          | 6            | 3           | 1       | 3                | 15     | 6             | 5         | 8           | 2            | 2        | 61  |
| 17.    |                            | 7           | 5            | 1           |         | 16               | 2      | 2             | 11        | 3           | 4            | 5        | 56  |
| 18.    |                            |             | 10           | 6           |         | 16               |        | 6             | 1         | 5           | 2            | 3        | 49  |
| 19.    |                            |             | 32           | 11          |         | 13               |        | 3             |           | 5           | 0            | 7        | 71  |
| 20.    |                            |             | 12           |             |         | 4                |        | 4             |           |             | 1            | 2        | 23  |
|        | 18                         | 22          | 75           | 24          | 11      | 62               | 35     | 27            | 18        | 24          | 10           | 19       | 345 |

## Avtorji slovenskih zgodovinskih pripovedi
V obdobju od leta 1845 do leta 2009 je slovenske zgodovinske pripovedi ustvarjalo 152 avtorjev. Po obsegu opusa v besedah si najbolj ustvarjalni slovenski avtorji sledijo v naslednjem vrstnem redu:  Mimi Malenšek, Ivan Sivec, Anton Slodnjak, France Bevk, Ilka Vašte, Bogdan Novak, Saša Vuga, Oskar Hudales, Miroslav Malovrh, Alojz Rebula, Ivan Pregelj, Jože Dular, Vinko Korošak, Ivan Lah, Tita Kovač, Anton Gričnik, Dušan Merc, Janez Jalen, Andrej Hieng, Slavko Dokl, Anton Ingolič, Ožbalt Ilaunig, Joža Lovrenčič, Lev Detela, Peter Bohinjec, Franc Hrastelj, Jože Pahor, Jožef Urbanija, Ivan Zorec, Ivan Tavčar, Ferdo Kočevar, Jože Hudales, Lea Fatur, Josip Lavtižar, Karel Mauser, Metod Turnšek, Mira Mihelič, Zora Piščanc, Fran Jaklič, Fran Saleški Finžgar, Fran Detela, Frančišek Jerant, Vladimir Kavčič, Matija Prelesnik, idr.

## Najdaljše slovenske zgodovinske pripovedi
Najdaljše zgodovinske pripovedi v slovenskem literarnem prostoru so: Anton Slodnjak: Pogine naj – pes! (1946), Neiztrohnjeno srce (1938), Saša Vuga: Krtov kralj (1987), Mimi Malenšek: Pojoči labodi, Anton Gričnik, Jurij Vodovnik: Jaz hočem bit`fraj (2008), Franc Hrastelj: Otrok luči (1999), Saša Vuga: Erazem Predjamski ali vsa drzna in predrzna dejanja (1978), Mimi Malenšek: Poslušaj, zemlja (1968), Marčni veter (1988), Inkvizitor (1964), Noriška Rapsodija (1968), Plamenica (1957), Oskar Hudales: Med dvema svetovoma (1962), Karel Mauser: Le eno je potrebno (1981).